# Албин Грајзер
Албин Грајзер – Бине (Смледник, код Крања, 15. фебруар 1922 — Метнај, код Стичне, 1. април 1944), учесник Народноослободилачке борбе и народни херој Југославије.

## Биографија
Рођен је 1922. године у Смледнику код Крања. У Пољу код Љубљане изучио је столарски занат. Године 1938. постао је члан Савеза комунистичке омладине Југославије.
Након окупације Југославије 1941, укључио се у прикупљање оружја за устанак. У лето 1941. постао је борац Службе обавештавања и безбедности (ВОС).
Новембра 1941. постао је борац Другог штајерског батаљона. Јануара 1942. опозван је из партизана и враћен у Љубљану, у службу ВОС.
Кад је поновно отишао у партизане августа 1942, постао је командант Првог батаљона ВОС.
Погинуо је у 1. априла 1944. године борби против домобранских јединица код Метнаја.
Указом Президијума Народне скупштине Федеративне Народне Републике Југославије, 20. децембра 1951. године, проглашен је за народног хероја.